# ويل بيتي
ويل بيتي (بالإنجليزية: Will Beatty)‏ هو لاعب كرة قدم أمريكية أمريكي، ولد في 2 مارس 1985 في يورك في الولايات المتحدة.

## وصلات خارجية
- ويل بيتي على موقع مرجع كرة القدم المحترفة.كوم (الإنجليزية)